# IK Uven
IK Uven är en skid- och orienteringsklubb i Lindome som bildades 1945. Deras klubbstuga ligger i Bunketorp som är ett stort område för friluftsliv och motion.
Gunnel Börjesson vann 1961 SM-guld i D-21-klassen, tävlande för klubben. 1967 vann klubben damernas budkavle i D-21-klassen.